# 9109 Yukomotizuki
9109 Yukomotizuki este un asteroid din centura principală, descoperit pe 9 ianuarie 1997, de Takao Kobayashi.